# Kamičani
Kamičani (en cirílico: Камичани) es una aldea de la municipalidad de Prijedor, Republika Srpska, Bosnia y Herzegovina.
Incluye administrativamente a Gornji Babići; Donji Babići y Balte. 

## Población
| Composición de la Población - Localidad de Kamičani | Composición de la Población - Localidad de Kamičani | Composición de la Población - Localidad de Kamičani | Composición de la Población - Localidad de Kamičani | Composición de la Población - Localidad de Kamičani | Composición de la Población - Localidad de Kamičani |
| --------------------------------------------------- | --------------------------------------------------- | --------------------------------------------------- | --------------------------------------------------- | --------------------------------------------------- | --------------------------------------------------- |
|                                                     | 2013                                                | 1991                                                | 1981                                                | 1971                                                | 1961                                                |
| Total                                               | 2.915                                               | 3.115 (100,0%)                                      | 3.161 (100,0%)                                      | 2.602 (100,0%)                                      | 2.033 (100,0%)                                      |
| Varones                                             | 1.399                                               | -                                                   | -                                                   | -                                                   | -                                                   |
| Mujeres                                             | 1.516                                               | -                                                   | -                                                   | -                                                   | -                                                   |
| Bosniacos                                           | 2.823                                               | 3.014 (96,76%)                                      | 2.943 (93,10%)                                      | 2.454 (94,31%)                                      | 1.696 (83,42%)                                      |
| Serbios                                             | 44                                                  | 24 (0,770%)                                         | 54 (1,708%)                                         | 42 (1,614%)                                         | 108 (5,312%)                                        |
| Croatas                                             | 2                                                   | 9 (0,289%)                                          | 14 (0,443%)                                         | 15 (0,576%)                                         | 32 (1,574%)                                         |
| Bosnios                                             | -                                                   | -                                                   | -                                                   | -                                                   | -                                                   |
| Gitanos                                             | 1                                                   | -                                                   | -                                                   | -                                                   | -                                                   |
| Musulmanes                                          | -                                                   | -                                                   | -                                                   | -                                                   | -                                                   |
| Bosnio y Herzegovinos                               | -                                                   | -                                                   | -                                                   | -                                                   | -                                                   |
| Albaneses                                           | -                                                   | -                                                   | 3 (0,095%)                                          | 1 (0,038%)                                          | 1 (0,049%)                                          |
| Yugoslavos                                          | -                                                   | 4 (0,128%)                                          | 61 (1,930%)                                         | 4 (0,154%)                                          | 88 (4,329%)                                         |
| Ukranianos                                          | 9                                                   | -                                                   | -                                                   | -                                                   | -                                                   |
| Montenegrinos                                       | -                                                   | -                                                   | 1 (0,032%)                                          | -                                                   | -                                                   |
| Eslovenos                                           | 2                                                   | -                                                   | 11 (0,254%)                                         | 25 (0,535%)                                         | 36 (0,853%)                                         |
| Ortodoxos                                           | 10                                                  | -                                                   | -                                                   | -                                                   | -                                                   |
| Macedonios                                          | -                                                   | -                                                   | 1 (0,032%)                                          | -                                                   | -                                                   |
| Húngaros                                            | -                                                   | -                                                   | -                                                   | 3 (0,064%)                                          | 4 (0,095%)                                          |
| Otros                                               | 1                                                   | 64 (2,055%)                                         | 84 (2,657%)                                         | 86 (3,305%)                                         | 108 (5,31%)                                         |
| Sin declarar                                        | -                                                   | -                                                   | -                                                   | -                                                   | -                                                   |
| Desconocidos                                        | 23                                                  | -                                                   | -                                                   | -                                                   | -                                                   |

## Hechos durante la Guerra de Bosnia
Según el Tribunal Penal Internacional para la ex Yugoslavia durante el juicio que declaró culpable a Ratko Mladić del crimen de genocidio entre otros, determinó que alrededor del 26 de mayo de 1992, las unidades Ejército de la Republika Srpska (VRS) del Cuerpo Banja Luka, comandado por Talić, incluida la 343.ª Brigada Mecanizada, más tarde conocida como la 43.ª Brigada Motorizada, comandada por Vladimir Arsić y Radmilo Zeljaja, como así como la 5.ª Brigada de Infantería Ligera Kozara y la 6.ª Brigada de Infantería, comandada por Branko Basara, atacaron la aldea predominantemente bosnia-musulmana de Kamičani y entraron al sótano de la casa de Mehmed Šahorić, donde mataron a ocho musulmanes bosnios que se estaban escondiendo. Jusuf Forić, un musulmán bosnio, fue asesinado en la entrada de la casa algún tiempo después por otro grupo de soldados. Ocho de las víctimas fueron encontradas en ropa civil. Seis de las víctimas tenían más de 60 años.
Asimismo, entre el 26 de mayo y principios de junio, los serbios destruyeron la mezquita de Kamičani. A principios de junio de 1992, todas las casas en Kamićani fueron incendiadas.